# Massey Ferguson 6713
Massey Ferguson 6713 (MF6713) — среднемощный универсальный колёсный трактор 2-го тягового класса, спроектированный и выпускаемый американским производителем сельскохозяйственной техники AGCO под брендом Massey Ferguson.
Модель входит в Global Series и «линейку» Massey Ferguson 6700, номинальная мощность двигателя AGCO Power — 130 л. с.
С 2016 года производится во Франции на заводе AGCO в Бове. С конца 2016 года сборка тракторов MF6713 также налажена в России компанией AGCO-RM — совместным предприятием AGCO и корпорации «Русские машины») на мощностях Голицынского автобусного завода.

## История
Работы над проектом Global Series начались на рубеже 2010-х годов и продолжались более шести лет. Целью проекта стало создание на основе современных технологий универсального и доступного трактора для работы по всему миру. Был собран, проанализирован и обобщён весь накопленный опыт тракторостроения, затраты AGCO на создание новой серии тракторов составили более 350 миллионов долларов США. Разработку проекта осуществляла специальная группа в международном инженерном центре Massey Ferguson в Бове (Франция).
Результатом стало появление к апрелю 2016 года нескольких «линеек» тракторов диапазоном мощности от 60 до 130 л. с.: MF2700, MF4700, MF5700 и MF6700, «старшая» модель которой — универсальный модульный трактор Massey Ferguson 6713 с номинальной мощностью двигателя 130 л. с. — стала на тот момент самым мощным трактором «глобальной» серии.

## Технические характеристики
По своим техническим характеристикам трактор Massey Ferguson 6713 отличается от «младшей» модели, в первую очередь, большей мощностью — 130 л. с. против 120 л. с. у MF6712, а также габаритами — MF6713 несколько длиннее и задние колёса у него немного больше. В остальном, различия минимальны.
На модели MF6713 установлен длинноходный 4-цилиндровый дизельный двигатель AGCO Power объёмом в 4,4 литра, индивидуальной разработки, крутящий момент — 540 Н·м при 1500 об/мин. Максимальная рабочая частота вращения — 2000 об/мин.
Трансмиссия двухдиапазонная, трактор оснащён механической синхронизированной коробкой передач на 12 передних и 12 задних передач. Трактор способен развивать максимальную транспортную скорость 40 км/ч, возможна комплектация сервоприводом переключения (power shuttle), допускающим реверсирование под нагрузкой. Также предусмотрена возможность установки ходоуменьшителя, позволяющего снизить минимальную рабочую скорость (при 1400 об/мин) с 1,31 км/ч до 0,09 км/ч.
Гидравлическая система с открытым центром и двумя шестерёнчатыми насосами комбинированной производительностью до 100 л/мин. Насос для внутренних узлов трактора обеспечивает расход 34 л/мин, насос механизма задней навески — до 58 л/мин. Для реализации гидравлических функций рабочего оборудования и возможности рулевого управления предусмотрены два стандартных вспомогательных гидравлических распределителя. Третий гидрораспределитель можно установить по заказу.
В стандартной комплектации модель MF6713 оснащается валом отбора мощности (ВОМ) с двумя частотами вращения 540/540E об/мин. По заказу трактор можно укомплектовать ВОМ с частотами вращения 540/1000 об/мин или 540/540Eco/1000 об/мин. Включение вала осуществляется через независимую муфту с электрогидравлическим управлением, чем достигается необходимая плавность включения и исключается ударная нагрузка на силовую передачу.
Снаряжённая масса модели составляет 4,2 тонны, максимально разрешённая грузоподъёмность заднего трёхточечного навесного механизма — 5,2 тонны, механизм управляется электронной системой ELC.
Значительный угол поворота маневренных колёс (55°) и сравнительно небольшие габариты (длина 4,83 метра, колёсная база 2,5 метра) обеспечивают маневренность, достаточную для коммунальной работы в условиях города. Небольшой дорожный просвет (40 см) обеспечивает высокую устойчивость машины.
Кабина MF6713 с шестью стойками и каркасом безопасности ROPS, с плоским полом, большой площадью остекления (включая двери), полным круговым обзором и высокой эргономичностью. Переднее навесное оборудование управляется джойстиком. Органы управления распределены между правой и левой рукой оператора.
Экологический стандарт трактора MF6713 соответствует европейскому классу Stage II, этот параметр был достигнут без внедрения электронной составляющей.

## Massey Ferguson 6713 в России
В 2016 году сборка модели MF6713 была налажена на заводе AGCO-RM в Голицыно, на базе бывшего автобусного завода, где к тому времени уже изготавливались более мощные трактора серий MF7000 и MF8000 (тяговый класс 3 и 5, соответственно).
К моменту объявления о старте продаж тракторов Massey Ferguson 6713, в декабре 2016 года, в проект уже было вложено 2,8 миллиарда рублей и запланировано инвестировать ещё 1 миллиард. Основную часть этих средств предполагается направить на локализацию, уровень которой за 3-4 года планируется довести до 50 %.
14 марта 2017 года компания AGCO-RM отчиталась о продаже первого трактора Massey Ferguson 6713 российской сборки.
Основным конкурентом MF6713 в России является модель Belarus 1021.3 производства МКЗ.